# NGC 7796
NGC 7796 je eliptická galaxie v souhvězdí Fénixe. Její zdánlivá jasnost je 11,5m a úhlová velikost 2,2′ × 1,9′. Je vzdálená 147 milionů světelných let, průměr má 95 000 světelných let. Galaxii objevil 11. září 1836 John Herschel.